# Кізко Петро
Петро Кізко (*1913 на Слобожанщині, помер (26.2.1976) в Мюнхені, похований там же.) — український поет, журналіст, редактор, працював переважно в редакціях «Української трибуни» та «Визвольного шляху». Псевдонім – Аркан Пчхи.

## З біографії
Народився 29 червня  1913 року. Навчався у Харківському педагогічному технікумі ім. Г. Сковороди. У роки війни емігрував на Захід. Жив у Мюнхені, був співредактором тижневика „Шлях перемоги”. Помер у Мюнхені (Німеччина).

## Творчість
Автор повісті „Устим Безрідний” (1952), збірки новел „На скривавленій землі” (1952), віршів.